# Graellsia paradisea
Graellsia paradisea är en fjärilsart som beskrevs av Marten 1955. Graellsia paradisea ingår i släktet Graellsia och familjen påfågelsspinnare. Inga underarter finns listade i Catalogue of Life.